# 科滕海姆
科滕海姆是德国莱茵兰-普法尔茨州的一个市镇。总面积6.07平方公里，总人口2720人，其中男性1335人，女性1385人（2011年12月31日），人口密度448人/平方公里。